# Pfarrkirche Apetlon

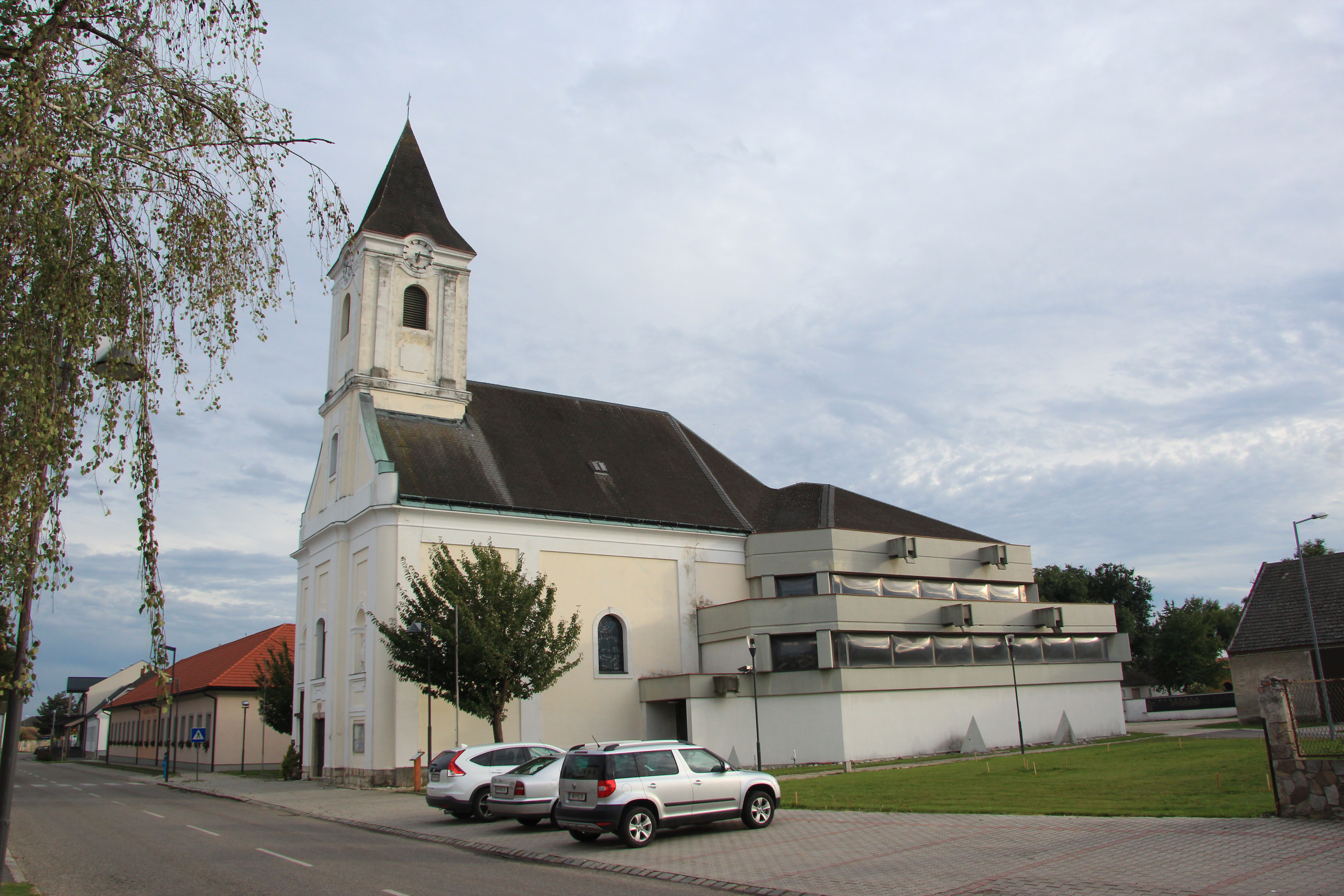
Kath. Pfarrkirche hl. Margaretha in Apetlon

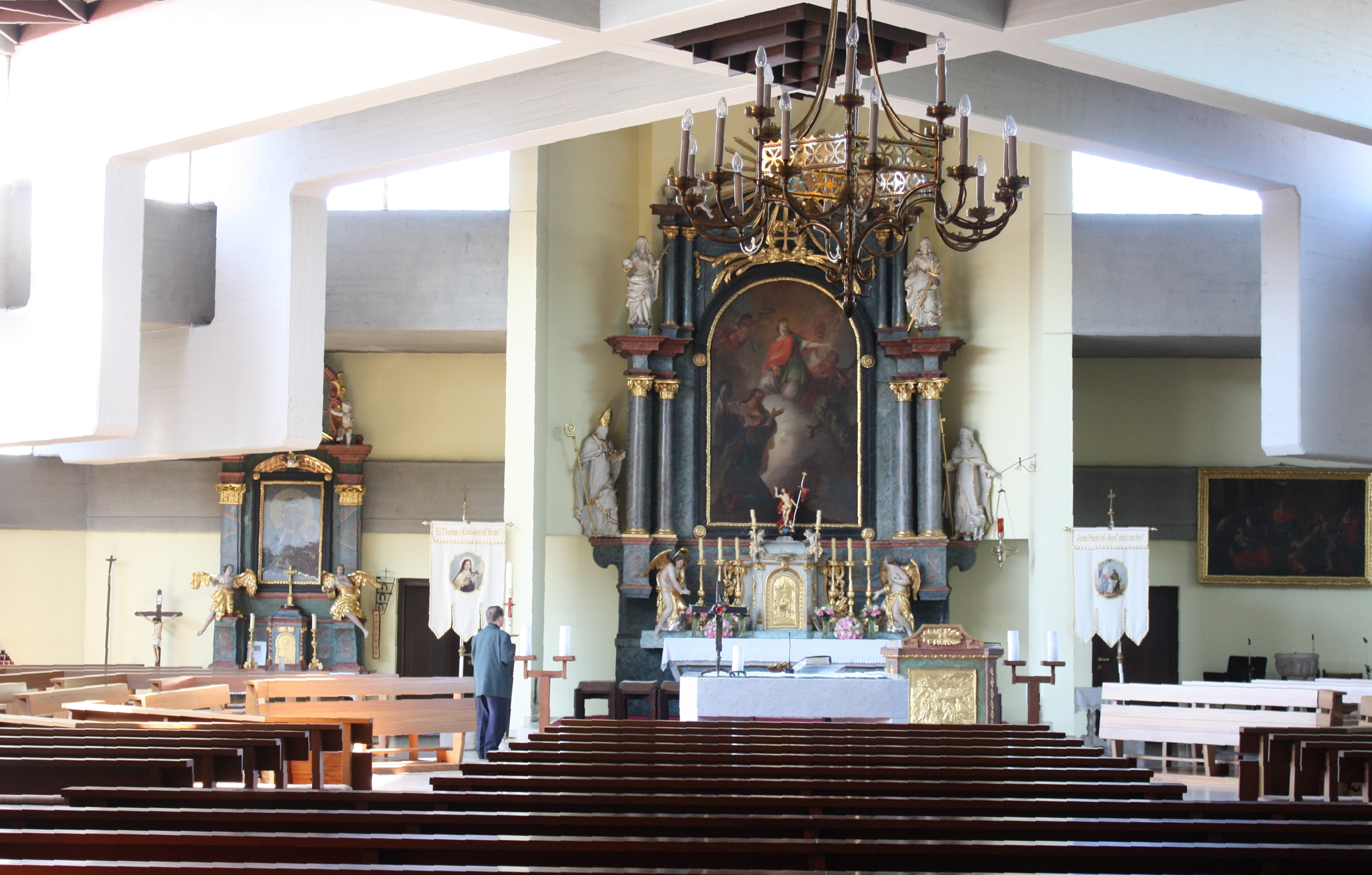
Kirchenerweiterung der Moderne

Die römisch-katholische Pfarrkirche Apetlon steht in der Mitte des Ortes Apetlon in der Marktgemeinde Apetlon im Bezirk Neusiedl am See im Burgenland. Die Pfarrkirche hl. Margaretha gehört zum Dekanat Frauenkirchen in der Diözese Eisenstadt. Die Kirche steht unter Denkmalschutz.

## Geschichte
Die alte Pfarre wurde in der Reformation aufgehoben und 1702 wieder errichtet. Die Inschrift über dem Portal zeigt 1797 RNV 1892 Renov. 1939. Die Kirche wurde 1974/1975 mit Architekt Josef Patzelt erweitert. Die Einrichtung wurde 1976/1979 restauriert.

## Architektur
Die Ostfassade mit einem geschweiften Giebel hat einen eingebundenen Fassadenturm mit einem Steinhelm. Das spätbarocke Joch hat ein Platzlgewölbe mit einer Empore mit einer breit vorgebauchten Brüstung auf zwei Steinsäulen. Daran schließt eine Erweiterung der Moderne.

## Ausstattung
Der Hochaltar aus dem Ende des 18. Jahrhunderts hat Säulen mit Zopfornamentik und zeigt als Altarbild die hl. Margaretha mit einer bemerkenswerten Ikonographie mit L. Stiberger f. 1798 bezeichnet. Die Seitenfiguren stellen die Heiligen Nikolaus, Wendelin, Magdalena und Katharina dar. Der Seitenaltar zeigt das Gnadenbild Schwarze Madonna aus dem Ende des 18. Jahrhunderts. Der Kanzelkorb mit dem Relief Petri Fischzug ist mit 1800 bezeichnet. Die 14 Kreuzwegstationen sind aus der ersten Hälfte des 19. Jahrhunderts. Das Ölbild Pfingstwunder ist aus der Mitte des 18. Jahrhunderts.
Die Orgel aus 2009 mit 26 Registern wurde von Rieger Orgelbau gebaut.